# Manolescus Memoiren
Manolescus Memoiren ist ein deutsches Stummfilmdrama aus dem Jahr 1920 von Richard Oswald, basierend auf den 1905 in Deutschland bei Langenscheidt erschienenen Erinnerungen des Heiratsschwindlers, Hoteldiebes und Hochstaplers Georges Manolescu.

## Handlung
Der Rumäne Georges Manolescu, ein Lebenskünstler und Bohemien, hat sich einen Namen als Dieb, Hochstapler und Edelschurke gemacht. Wo immer der weltgewandte und durchaus liebenswürdige Charmeur auftaucht, macht er fette Beute. In den mondänen Hotels Europas bereitet allein sein Name Angst und Schrecken. Mit seiner Komplizin und Gelegenheitsgeliebten Diane von Montignan -- mondän in der Erscheinung, verführerisch im Habitus, skrupellos im Wesen und eiskalt im Handeln -- hat er bereits ein neues Opfer anvisiert. Die alte aber schwerreiche russische Gräfin Anastasia Worutzky.
Doch dann ändern sich die Dinge schlagartig: Unter dramatischen Umständen lernt Manolescu eine blonde, junge Frau kennen. Sie heißt Cäcilie und rettet ihn in jeder Hinsicht. Die Polizei war Manolescu bereits auf den Fersen als dieser kurzerhand Zuflucht in irgendeinem x-beliebigen Zimmer desjenigen Hotels, in dem er mal wieder auf Beutefang ist, sucht. Dort stößt der Meisterdieb auf ebendiese Cäcilie, zu der er in kürzester Zeit tiefes Vertrauen entwickelt. Ihr beichtet Manolescu seine wahre Identität. Die junge Frau verspricht, fortan sich seiner anzunehmen und ihn auf seinen Weg zurück in die Rechtschaffenheit zu begleiten. Schließlich entwickelt sich aus diesem Urvertrauen tief empfundene Liebe. Cäcilie zuliebe gibt Manolescu sein kriminelles Handeln auf und begibt sich in die Hände der Justiz. Für die Zeit nach seiner Entlassung aus dem Gefängnis planen beide ein gemeinsames Leben.

## Produktionsnotizen
Manolescus Memoiren wird gelegentlich auch unter dem Titel “Fürst Lahovary, der König der Diebe” geführt. Der siebenaktige (2346 Meter) Film passierte am 25. September 1920 die Filmzensur und wurde am 1. Oktober 1920 an den Richard-Oswald-Lichtspielen uraufgeführt. Da von dem Filmprojekt bereits 1919 berichtet wurde, könnte Manolescus Memoiren auch bereits in jenem Jahr gedreht worden sein.
Georges Manolescu (1871–1908) hat es tatsächlich gegeben. Um die Jahrhundertwende machte er sich auch in Berlin einen Namen als raffinierter Hoteldieb.
Die Filmbauten stammen von Hans Dreier.

## Weitere Versionen
Dieser populäre Filmstoff wurde in Deutschland mehrfach verfilmt; 
- 1929 als Manolescu von Viktor Tourjansky mit Iwan Mosjukin in der Titelrolle
- 1932/33 als Manolescu, der Fürst der Diebe von Willi Wolff mit Iván Petrovich in der Titelrolle; Ellen Richters letzter Kinofilm
- 1972 für das deutsche Fernsehen als Manolescu – die fast wahre Biographie eines Gauners von Hans Quest mit Michael Heltau bzw. Hans Söhnker (als alter Manolescu) in der Titelrolle.

## Kritik
Hanns Wollenberg schreibt in der Lichtbild-Bühne: „Motive aus dem Leben des berühmten Abenteurers hat Richard Oswald in seinem neuen Film zu einem Vorspiel und 5 Akten verarbeitet. Die Rubrizierung dieses Werkes ist also von vornherein gegeben: Ein Abenteurerfilm. Aber ein Abenteurerfilm, in dem Richard Oswald zeigt, daß dieses Genre sich nicht in äußeren Sensationen zu erschöpfen braucht; man könnte von einem veredelten Abenteurerfilm sprechen. Dieses Urteil bezieht sich nicht allein auf die brillante Leistung, die der Regie mit Unterstützung einer ausgezeichneten Photographie im Bildhaften gelungen ist und R.O. als gewandten Routinier mit sicherem Blick für Schönheit und Plastik zeigt; diese Kennzeichnung will vielmehr in erster Linie den vorzüglichen psychologischen Aufbau des Ganzen treffen. (…) Das Zusammenwirken von nie erlahmender Spannung, humoristischem Einschlag, prachtvollen Bildern und vorzüglicher Darstellung weist diesem Film einen führenden Platz an.“
In Der Film heißt es: „Kinokunst! war mein erster Gedanke, als ich aus dem Richard Oswald Theater herauskam. Es ist fabelhaft, Zeichen echtesten Künstlertums, was Oswald in diesem Film geschaffen hat. Motive aus dem Leben eines Abenteurers nennt er es. Es ist keine Verfilmung des künstlerisch wenig gehaltvollen Romans. Wirkliche Filmdichtung ist es. Manolescus Memoiren sind für ihn tatsächlich nur das Motiv geworden, nach dem er unter Wahrung seiner dichterischen Freiheit neu geschaffen hat. Gleichermaßen wie als Autor, so auch als Regisseur. Denn erst durch das Zusammenwirken von Beidem in seiner einen Person wird ein solches Filmkunstwerk möglich. (…) Conrad Veidt ist ein verinnerlichter, vergeistigter Manolescu, wie es nur Conrad Veidt sein kann. Eine wundervolle Leistung.“